# 恋すがた狐御殿
『恋すがた狐御殿』（こいすがたきつねごてん）は、1956年に公開された中川信夫監督の日本映画。
北条秀司の戯曲『狐と笛吹き』が原作。

## スタッフ
以下のスタッフ名は特に記載がない限りKINENOTEに従った。
- 監督 - 中川信夫
- 製作 - 杉原貞雄
- 構成 - 白井鉄造
- 脚色 - 笠原良三
- 原作 - 北条秀司 戯曲『狐と笛吹き』
- 撮影 - 岡崎宏三
- 美術 - 加藤雅俊
- 音楽 - 米山正夫
- 主題歌 - 「狐と笛吹き」、「春方様まいる」美空ひばり[3]
- 録音 - 志木田隆一
- 照明 - 下村一夫

## キャスト
以下の出演者名と役名は特に記載がない限りKINENOTEに従った。
- 二代目 中村扇雀 - 春方
- 美空ひばり - まろや／ともね
- 柳永二郎 - 三位春雅
- 沖諒太郎 - 秀人
- 浪花千栄子 - おこん
- 扇千景 - あけみ
- 竹屋みゆき - おいね
- 和田孝 - 七太郎
- 堺駿二 - 平八
- 川田晴久 - 秋信
- 小野満 - 冬年
- 中林真智子 - 照芳
- 山茶花究 - 不二丸
- 富士乃章介 - 七太郎の父
- 吉川みよ - あけみの乳母
- 伊藤紀美子 - はつね
- 浦島歌女[4]
- 小園千春[4]
- 瑠璃豊美[4]